# Лу Хань
Лу Хань (кор. 루한, кит. 鹿晗; род. 20 апреля 1990 года, Пекин) — китайский певец и актёр. Бывший участник южно-корейско-китайской группы EXO (подгруппа EXO-M).

## Биография

### 1990−2010: Начало карьеры
Лу Хань окончил Beijing Shida Middle School и учился в Beijing Haidian Foreign Language Shi Yan School перед отъездом в Южную Корею, для поступления в Университет Ёнсе в качестве студента по обмену. Он обучался в Seoul Institute of the Arts на специальности «прикладная музыка».

### 2011—2014: EXO
29 декабря впервые выступил на телевидении на SBS’s Gayo Daejun, вместе с будущим участником EXO-M — Тао, и действующими участниками Чхеном и Кхаи (EXO-K). 30 января 2012 года EXO-M и корейская подгруппа EXO-K выпускают свою первую песню «What is love». 9 марта группы выпускают свою следующую песню «History». 31 марта 2012 года они впервые выступили на публике на Сеульском олимпийском стадионе. Следующее выступление состоялось 1 апреля в Большом зале Пекинского университета международного бизнеса и экономики в Пекине.
Официальный дебют группы произошёл 8 апреля 2012 года, с клипом «MAMA».
10 октября 2014 года Лу Хань подал иск против SM Intertainment.
5 августа 2014 года Лу Хань попал в Книгу рекордов Гиннесса за самый комментируемый пост в Sina Weibo, разместив в сентябре 2012 в популярной китайской социальной сети Weibo сообщение «Вот за что я люблю Манчестер Юнайтед»; видео собрало 100 миллионов комментариев от фанатов.

### 2015 — настоящее время
У Лу Ханя собственная Студия, которой он управляет сам, но также сотрудничает с агентством Yi Xin Entertainment, которые предоставляют ему персонал.
Лу Хань участвует во многих шоу. Также был наставником в Hot-Blood Dance Crew, Produce Camp 2020.

## Дискография
- 2015 — 爱情向前进 (Love moving forward)
- 2015 — 甜蜜蜜 (As Sweet As Honey)
- 2015 — Please Come to the Great Wall to Ski (feat David Tao)
- 2015 — 有點兒意思 (That Good Good)
- 2015 — 鹿晗 (Your Song)
- 2015 — 诺言(Promises)
- 2015-Lu
- 2016-Adventure Time
- 2017 — Xperience
- 2017 — Xplore
- 2017 — Venture
- 2017 — Imagination
- 2017 — I
- 2019 — π-volume.1
- 2019 — π-volume.2
- 2020 — π-volume.3
- 2020 — π-volume.4

### Сольные альбомы
- 2015 — Reloaded (重启)
- 2017 — XXVII

### Видеография
- 2014 — 我們的明天 (Our Tomorrow)
- 2015 — 甜蜜蜜 (As Sweet As Honey)
- 2015 — 有點兒意思 (That Good Good)
- 2015 — 鹿晗 (Your Song)
- 2015 — 诺言(Promises)
- 2015 — (Medals)
- 2016 — 封印 (Excited)
- 2016 — Catch me When I fall（某时某刻）
- 2016 — Adventure Time
- 2017 微白城市 (Winter Song)
- 2017 — Skin to Skin
- 2017 — What If I Said
- 2017 — On Call
- 2017 — Set it off
- 2020 — Dream Up
- 2020 — Coffee
- 2020 — Don’t bother

## Личная жизнь
Не женат. Возлюбленная — Гуань Сяотун, китайская актриса (1997 г.р.).

## Фильмография
| Год  |   | Русское название     | Оригинальное название  | Роль          |
| ---- | - | -------------------- | ---------------------- | ------------- |
| 2014 | ф | Вернуться в 20       | 重返20歲               | Цянь Цзинь    |
| 2015 | ф | 12 Golden Ducks      | 12金鴨                 | камео         |
| 2015 | ф | Свидетель            | The Witness            | Лин Чон       |
| 2016 | ф | Великая стена        | The Great Wall         | Пэн Юн        |
| 2016 | ф | Налётчики во времени | 盗墓笔记               | У Се          |
| 2017 | ф | Основание армии      | 建军大业               | Дэн Сяопин    |
| 2017 | ф | Воин судьбы          | Fighter Of The Destiny | Чен Чаншень   |
| 2018 | ф | Сладкий удар         | Sweet combat           | Мин Тянь      |
| 2020 | ф | Сизиф                | Sisyphus               | Чжао Биньбинь |
| 2020 | ф | Перекрестный огонь   | Cross Fire             | Сяо Фэн       |